# Hospodářský les

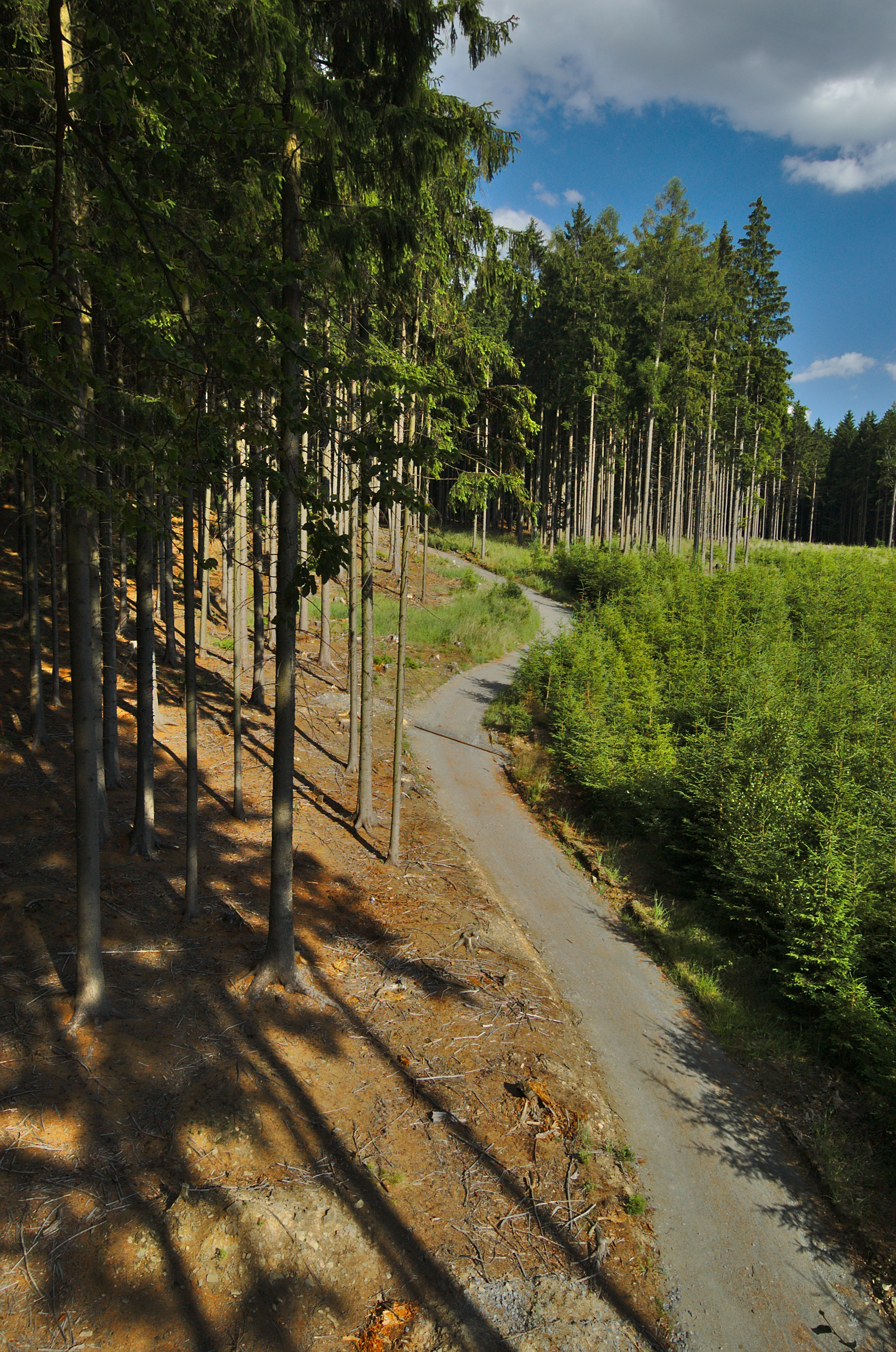
Smrkový hospodářský les na Drahanské vrchovině

Hospodářský les je z hlediska managementu krajiny určitým protipólem přirozených nebo původních lesů. Má hlavní funkci a to je produkce dříví, ale pochopitelně lesní hospodáři nerezignují ani v hospodářských lesích na zajišťování ostatních důležitých funkcí lesa (půdoochranná, vodoochranná, klimatická, krajinotvorná, rekreační…).
Lesní zákon dále hospodářské lesy vymezuje lapidárně: Lesy hospodářské jsou lesy, které nejsou zařazeny v kategorii lesů ochranných nebo lesů zvláštního určení.
Významná je ovšem i nedřevní produkce lesa (různé bobuloviny, houby, léčivé rostliny apod.).

## Omezení vlastníků
Prostředkem ekonomického využívání hospodářského lesa je lesní těžba a zejména její hlavní část těžba dříví. Vlastníci lesa nebo pověření lesní hospodáři si ovšem nemohou v lese dělat co se jim zlíbí. Naopak celá oblast lesního hospodaření je velice důkladně regulovaná legislativou a vlastnická práva jsou poměrně značně omezena s cílem zajistit trvalou udržitelnost, výnosovou vyrovnanost nebo důležité mimoprodukční funkce lesa. K tomu slouží celá řada nástrojů. Lze jmenovat především lesní hospodářské plány nebo osnovy, lesní mapy, institut odborného lesního hospodáře, závazná ustanovení lesního zákona předepisující povinnost zalesnění a zajištění porostů po provedené těžbě, minimální rozsah výchovných zásahů, minimální podíl melioračních a zpevňujících dřevin atp.
Pro některé vlastníky může být překvapením, že v hospodářských lesích je nutné řádně hospodařit. Například nelze uplatňovat ani bezzásahový režim s cílem ponechat je přirozenou cestou (sukcesí) dojít do stádia klimaxu protože by to mohlo ohrozit stabilitu sousedících hospodářských lesů .
Vlastník lesa také musí strpět obecné užívání lesů. Jde o právo každého občana vstupovat do každého lesa bez ohledu na to, kdo je jeho vlastníkem, a sbírat v lese pro svou potřebu lesní plody a suchý na zemi ležící klest. Toto právo má historické kořeny spojené se vznikem první republiky.

## Hospodářské způsoby

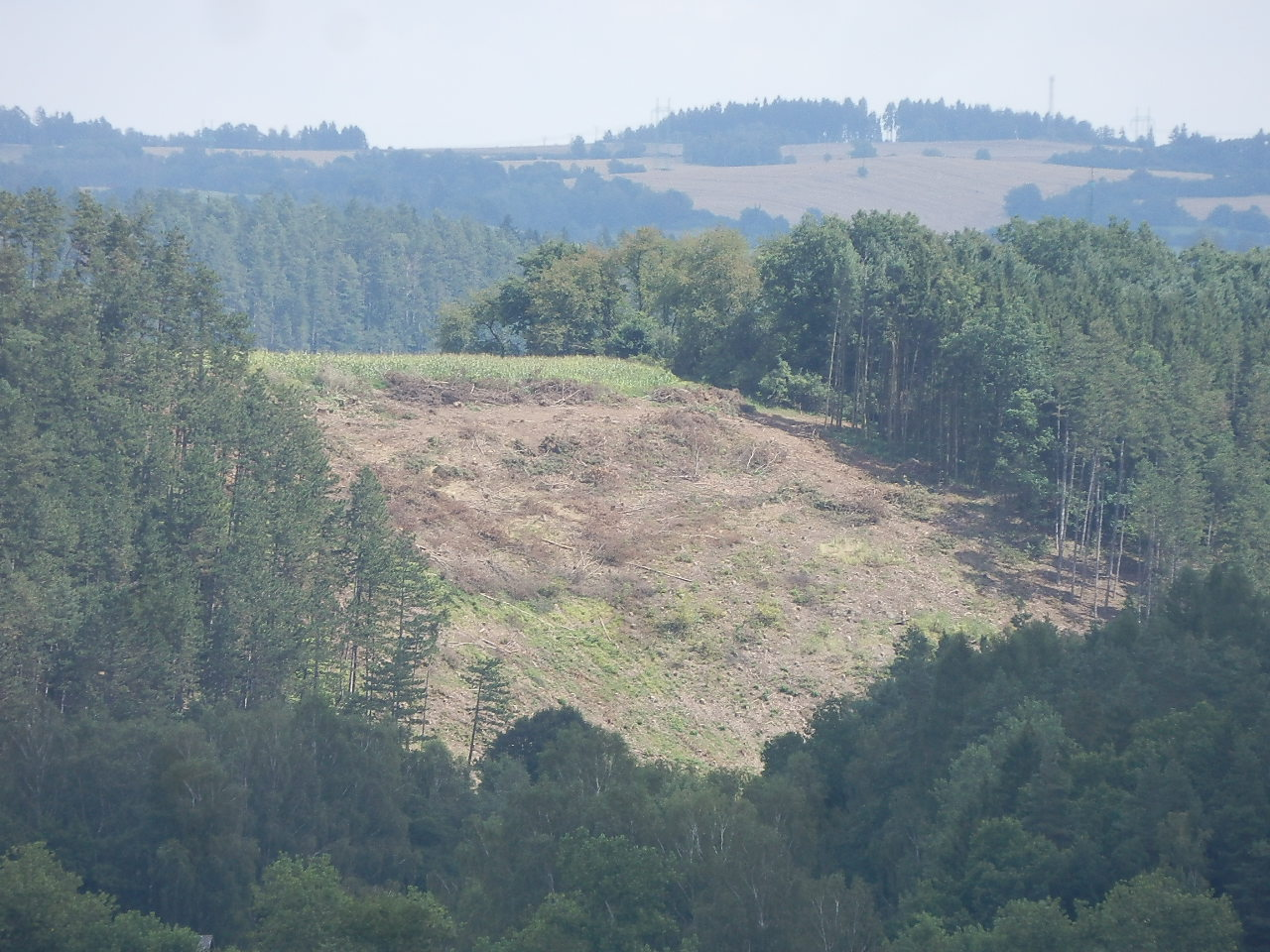
Příklad holoseče

Při obnovování porostů v hospodářském lese lze uplatňovat rozdílné hospodářské způsoby:
- Hospodářský způsob pasečný
  - Forma holosečná velkoplošná – při obnově vznikají rozsáhlé holé plochy (holoseče) větší než 3 ha (v zahraničí často i desítky hektarů). V ČR tato forma není současným zákonem povolena.
  - Forma holosečná maloplošná – při obnově vznikají menší holoseče do velikosti 1 ha (výjimečně 2 ha), jejich šíře nesmí překročit 1–2 výšky lesního porostu. Po těžbě je nutné zpravidla provést umělou obnovu výsadbou sazenic nebo setím semen. Nevyhovuje stinným dřevinám, ale hodí se dobře pro rychlou obnovu nekvalitních porostů nebo obnovu světlomilných a odolných dřevin (borovice, smrk, dub...). Mechanickým uplatňováním holých sečí vznikly v minulosti často málo odolné a oprávněně kritizované smrkové monokultury.
  - Forma násečná v sobě obsahuje několik druhů sečí (lišících se tvarem a šířkou náseku), typická je snaha o přirozené zmlazení mateřského porostu na různě velkých, tvarovaných a rozdílně orientovaných prosvětlených nebo vykácených plochách (klínech, kotlících, pruzích). Násečná forma je variabilní a umožňuje vznik smíšených a různověkých porostů nebo současnou obnovu stínomilných či choulostivých dřevin (jedle, buk) spolu s dřevinami světlomilnými (borovice, dub, smrk).
  - Forma podrostní velkoplošná nebo maloplošná – porost je prosvětlován (je snižováno jeho zakmenění) s cílem dosáhnout spontánní přirozené obnovy pod ponechanými stromy (Limitující podmínkou jakékoliv přirozené obnovy lesa je, že vhodný matečný lesní porost plodí dostatek životaschopných semen, která najdou po vysemenění vhodné podmínky ke klíčení a dalšímu růstu, ale hlavně, že jsou v oblasti únosné stavy spárkaté zvěře. V některých oblastech přemnožená spárkatá zvěř nemilosrdně likviduje zejména obnovu listnáčů a jedle ale i dalších cenných dřevin). Při této formě nevzniká žádná holá plocha (paseka) a většinou není nutná ani výsadba sazenic. Při velkoplošné podrostní formě hospodaření vznikají spíše stejnověké porosty.
- Hospodářský způsob výběrný – výsledkem jeho uplatňování je výběrný les, který se nejvíce svou strukturou a druhovým složením dokáže přiblížit přirozeným lesům, ale přitom zůstat stále lesem hospodářským, poskytujícím kvalitní dříví. Lze rozlišit formu skupinovitě (vybírají se skupinky) a jednotlivě (vybírají se jednotlivé stromy) výběrnou.

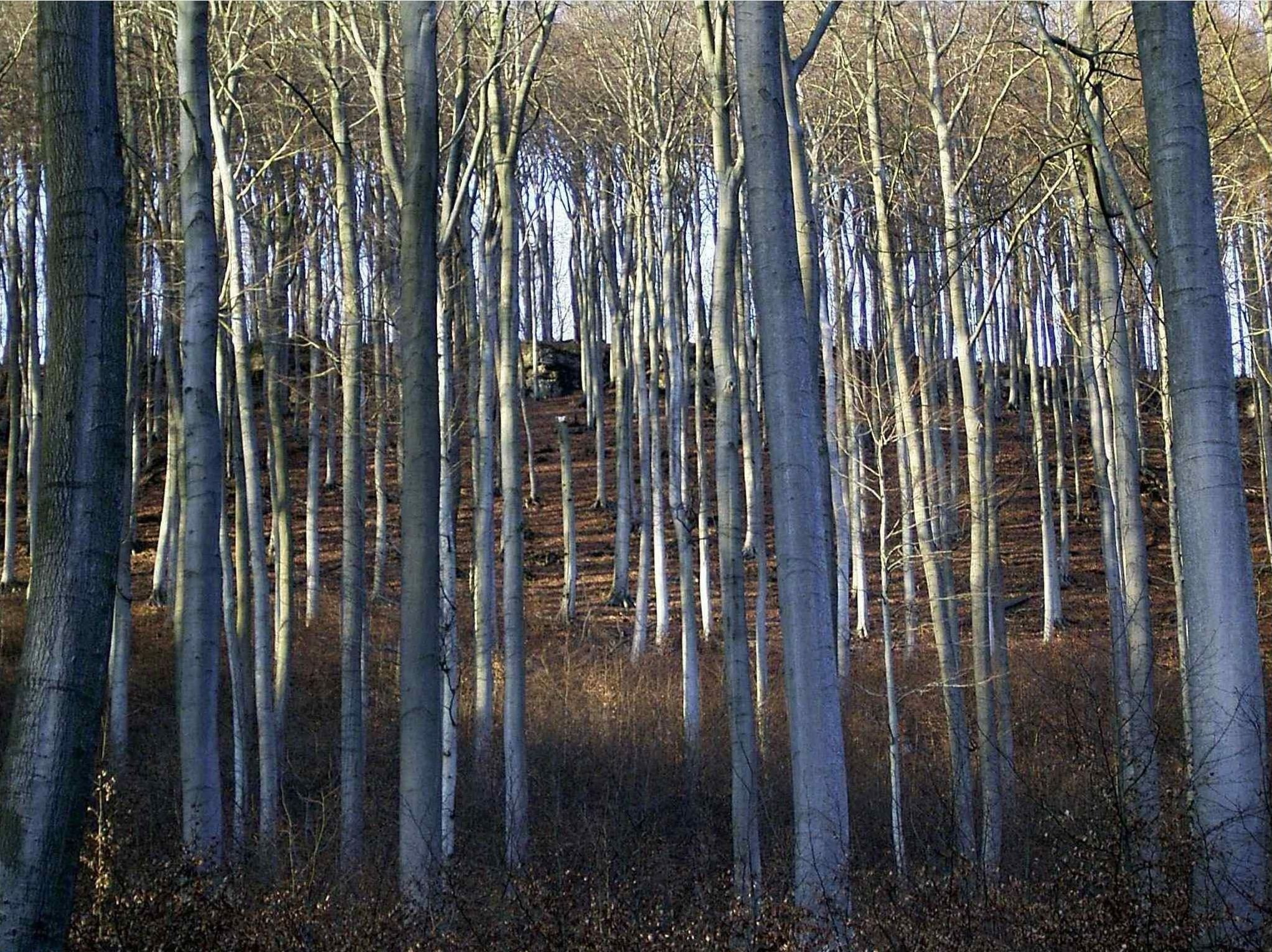
Bukový hospodářský les se silným přirozeným zmlazením

## Stabilita a odolnost lesů
Nevhodně obhospodařované hospodářské lesy se vyznačují relativně nízkou odolností vůči vnějším škodlivým vlivům, které v nich mají často katastrofální následky, naopak při vhodném hospodaření respektujícím přírodní zákony a podmínky prostředí dokáží být nečekaně stabilní. Narušování (škůdci, vichřice, požáry, extrémní počasí...) se nevyhýbá ovšem ani přirozeným lesům. V zásadě ovšem platí, že čím více se les blíží přirozené skladbě a struktuře přirozeného lesa daného ekotopu, tím nižší je riziko ohrožení jejich stability..